# Cimmerische Sibylle

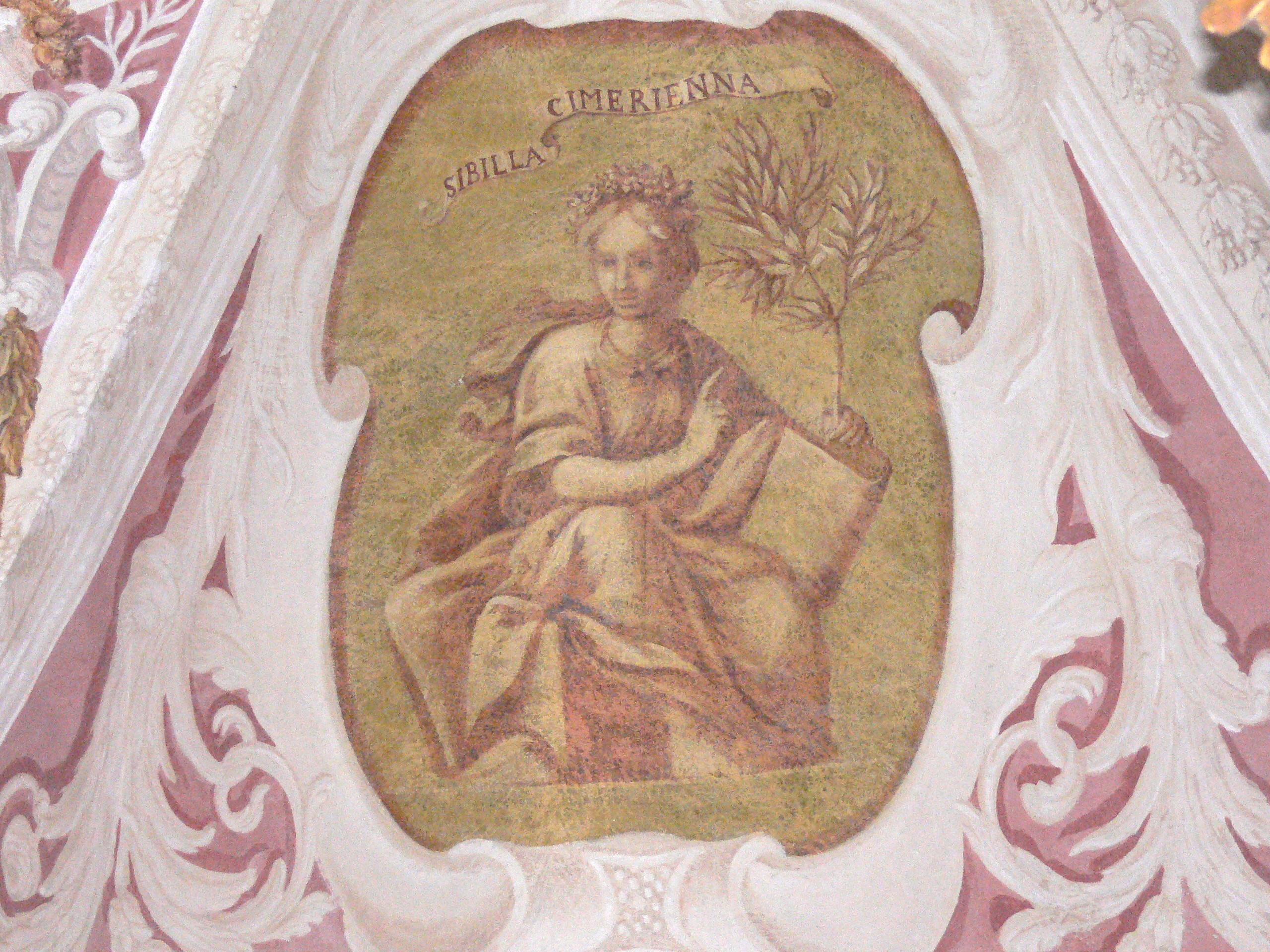
Sibylla Cimerienna, G. Carlone (1636–1713), Pfarrkirchen im Mühlkreis/Oberösterreich

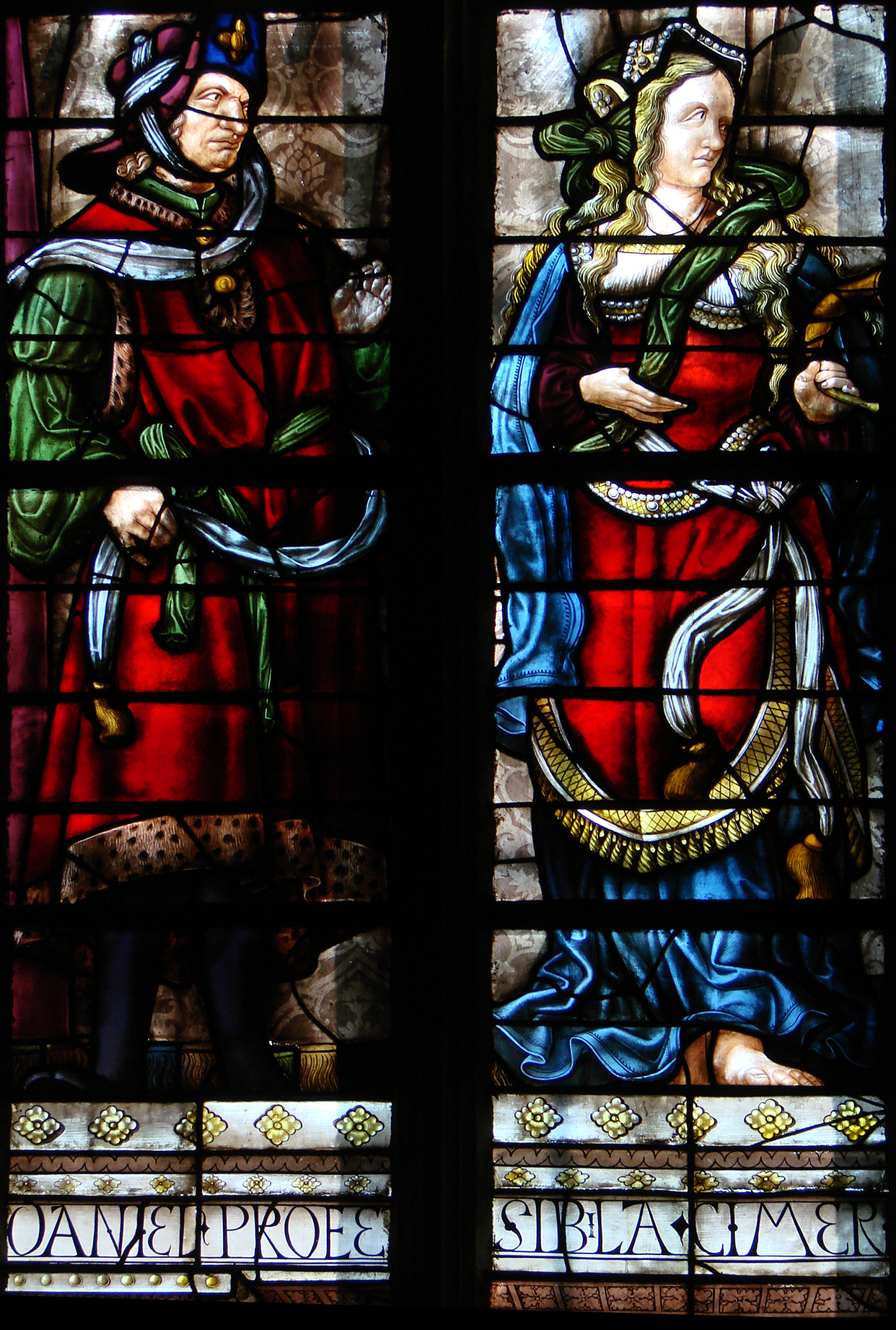
Prophet Daniel mit der Cimmerischen Sibylle, 1503, Glasfenster in der Kathedrale von Auch, Frankreich

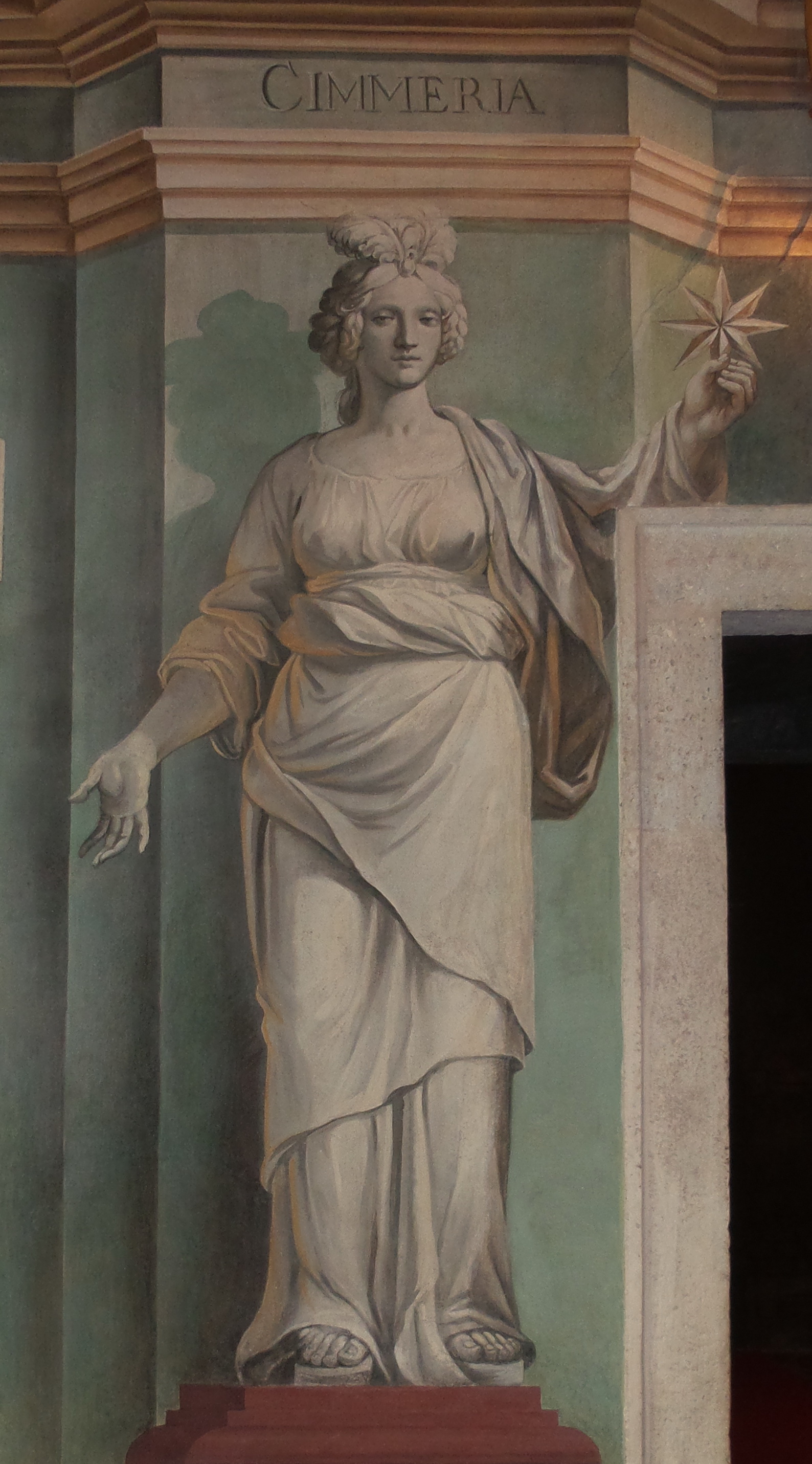
In der Vorhalle der Stiftskirche Vorau befindet sich ein Bildzyklus von zwölf Sibyllen. Auf der linken Seitenwand neben dem Eingang zur Lorettokapelle ist die Sibylle Cimmeria mit einem Stern in der Hand zu sehen. Darüber die Inschrift „Hunc gentes Adorabunt“

Die Cimmerische Sibylle ist eine der nach dem römischen Historiker Marcus Terentius Varro von Laktanz unterschiedenen zehn Sibyllen, die jeweils mit einem geographischen Epithet versehen sind. Die Cimmerer, Kimmerer oder Kimmerier waren ein indogermanisches Reitervolk, welches nach griechischen Autoren wie Herodot ursprünglich am Kimmerischen Bosporus und im Nordkaukasus ansässig war und nach übereinstimmenden griechischen und assyrischen Quellen ab dem späten 8. Jahrhundert v. Chr. über den Kaukasus nach Kleinasien einwanderte und sich später um 600 v. Chr. im Zentrum Kleinasiens niederließ.
Nach Laktanz soll der römische Dichter Gnaeus Naevius in seinem Epos Punica von einer Cimmerischen Sibylle in Italien berichtet haben. Laktanz unterscheidet sie damit von der ebenfalls in Italien vermuteten Sibylle von Cumae.
In Anlehnung an Laktanz verstanden christliches Mittelalter und Renaissance die  Cimmerische Sibylle als eine den Propheten fast gleichzustellende heidnische Verkünderin einer Gotteserwartung.
In der Kunst der Gotik und Renaissance wird die Cimmerische Sibylle manchmal in Anlehnung an die Auflistung nach Varro als eine in einer Reihe von Sibyllen dargestellt, oft in Gegenüberstellung zu einer oft gleichen Anzahl von Propheten des Alten Testaments. In der wohl bekanntesten bildlichen Darstellung von fünf Sibyllen des Michelangelo im Fresko an der Decke der Sixtinischen Kapelle ist jedoch keine ‘Cimmeria’ enthalten.
In einigen anderen Gruppen von Sibyllen findet sich jedoch ab und zu eine namentlich bezeichnete ‘Cimmeria’, so zum Beispiel an folgenden Orten:
- Ulm, Deutschland, gotische Halb-Plastik im Chorgestühl des Ulmer Münsters, als eine von zehn Sibyllen, im Gesamtkunstwerk mit zahlreichen antiken Gelehrten und Propheten
- Auch, Frankreich, in der Kathedrale in einem der von Arnaud de Moes zwischen 1503 und 1513 erschaffenen Glasfenstern[3] mit Sibyllen und Propheten
- Trescore, Italien, als Fresko von Lorenzo Lotto um 1524 gemalten Reihe von Medaillons mit Sibyllen und Propheten im Oratorio Suardi
- Münster, Deutschland, als eine von mehreren Sibyllen und Gelehrten auf den ursprünglich für den Chorumgang des Doms von Ludger tom Ring dem Älteren um 1538 geschaffenen Tafeln (Öl auf Eichenholz)
- Vorau, barockes Fresko an der rechten Seitenwand der Vorhalle in der Stiftskirche Vorau, als eine der zwölf Sibyllen im Bildzyklus verschiedener Sibyllen
- Rom, Kirche Santa Maria del Popolo, als eine von vier Sibyllen von Pinturicchio